# GFF National Super League
Die 1990 gegründete, momentan als Elite League bezeichnete Spielklasse, ist die höchste Liga des nationalen Fußballverbands von Guayana. Rekordsieger ist der Alpha United FC mit fünf Titeln.

## Alle Meister
Champions of Champions
- 1990: Santos FC
- 1991/92: Santos FC
- 1992: Topp XX FC
- 1993: nicht ausgetragen...

Carib League
- 1994/95: Western Tigers FC
- 1995/96: Milerock FC
- 1996: Omai Gold Seekers FC
- 1997: Topp XX FC

NBIC Championship
- 1998: Santos FC
- 1999/2000: nicht ausgetragen...

National Football League
- 2000:01: Fruta Conquerors FC
- 2002–2009: nicht ausgetragen...
- 2009/10: Alpha United FC
- 2010: Alpha United FC
- 2012: Alpha United FC
- 2012/13: Alpha United FC

Premier League
- 2013/14: Alpha United FC
- 2014/15: nicht ausgetragen...

Elite League
- 2015/16: Slingerz FC
- 2016/17: Guyana Defence Force FC
- 2017/18: Fruta Conquerors FC
- 2019: Fruta Conquerors FC
- 2020: nicht ausgetragen...

## Anzahl der Meisterschaften
- 5 Titel: Alpha United FC
- 3 Titel: Santos FC, Fruta Conquerors FC
- 2 Titel: Topp XX FC
- 1 Titel: Western Tigers FC, Milerock FC, Omai Gold Seekers FC, Slingerz FC, Guyana Defence Force FC